# Metro Transportes do Sul
Metro Transportes do Sul (MTS) is een lightrailsysteem op de zuidoever van de rivier de Taag tegenover Lissabon. Het eerste deel is geopend op 30 april 2007 en verlengd op 15 december 2007. Op 27 november 2008 werd de eerste fase van de aanleg voltooid met de ingebruikname van het traject naar Cacilhas. Verdere uitbreidingen zijn wel gepland maar tot op heden niet uitgevoerd. Het net is nu 12 km lang met 19 haltes, heeft een spoorwijdte van 1435 mm en een bovenleidingspanning van 750 V gelijkstroom.

## Locatie
Het net zoals tot nu toe is gerealiseerd bevindt zich grotendeels in de gemeente Almada. Drie haltes, Corroios, Casa do Povo en Santo Amaro, bevinden zich in de freguésia (deelgemeente) Corroios van de gemeente Seixal. Beide gemeentes behoren tot het district Setúbal. Almada is gelegen tegenover Lissabon op de zuidoever van de Taag, die hier ongeveer 2 km breed is. Corroios ligt ongeveer 6 km ten zuiden van Almada.

## Geschiedenis
De eerste ideeën voor de aanleg van een lightrail net in de voorsteden van Lissabon ten zuiden van de Taag dateren van 1985, maar deze leidden nog niet tot concrete plannen. In 1995 werden er weer voorstellen voor een dergelijk net gedaan. In 1999 werd besloten om het lightrailsysteem te realiseren. Voorlopig werd het Metro Sul do Tejo (MST) genoemd, een naam die nog wordt gebruikt in plaats van Metro Transportes do Sul (MTS). Uiteindelijk werd de concessie voor de bouw en exploitatie voor de periode tot en met 2032 in 2002 gegund aan de Sociedade Concessionária MTS – Metro, Transportes do Sul, SA. De belangrijkste aandeelhouder van deze firma is de Grupo Barraqueiro. De andere aandeelhouders van de MTS zijn Teixeira Duarte, Mota - Engil, SGPS, Sopol, Siemens en MECI. Barraqueiro bezit ook Fertagus, de exploitant van de voorstadstreinen over de Ponte 25 de Abril tussen Lissabon en de zuidelijke voorsteden.

De aanleg van MTS begon in april 2003. In november 2005 werd gestart met proefritten op het gedeelte Corroios - Cova da Piedade. Na diverse keren uitstel is dit eerste deel van het net op 1 mei 2007 voor het publiek in gebruik genomen. Het netwerk zoals gepland in de eerste fase was in november 2008 voltooid en in gebruik genomen. De totale investering van deze eerste fase bedroeg € 321 miljoen.

### Openingsdata
- 1 mei 2007 Corroios - Cova da Piedade
- 15 december 2007 Cova da Piedade - Ramalha - Pragal - Universidade
- 27 november 2008 Cova da Piedade / Ramalha - Bento Gonçalves - Cacilhas

In de periode tussen de openingen van de tak naar Universidade en die naar Cacilhas bestonden er twee diensten:
- Lijn 2 Corroios - Cova da Piedade - Pragal
- Lijn 23 Corroios - Cova da Piedade - Pragal - Universidade

## Lijnennet
Met de ingebruikname van de tak naar Cacilhas worden er drie lijnen op een T-vormig net geëxploiteerd:
- Lijn 1 Corroios - Cova da Piedade - Bento Gonçalves - Cacilhas, lengte 7,3 km en rijtijd 19'.
- Lijn 2 Corroios - Cova da Piedade - Ramalha - Pragal, lengte 5,8 km en rijtijd 15'.
- Lijn 3 Cacilhas - Bento Gonçalves - Ramalha - Pragal - Universidade, lengte 6,8 km en rijtijd 19'.

De totale lengte van het net is 13,5 km waarvan 1,5 km alleen in gebruik voor remiseritten. De remise en werkplaats bevinden zich in Corroios aan de route van de nog te realiseren tramlijn in de richting Foqueteiro. Van deze lijn is dan ook al ongeveer 1,5 km aangelegd als verbinding tussen de remise en het eindpunt Corroios. Er is aan dit traject zelfs al een halte gebouwd, maar niet in gebruik genomen omdat hier alleen in- en uitrukkende trams zonder passagiers rijden. Na de eindhalte Universidade liggen al over een lengte van ongeveer 140 m ongebruikte sporen in de richting Costa da Caparica. De halte Pragal heeft tussen de doorgaande sporen voor lijn 3 in de richting Universidade een kopspoor waarop de trams van lijn 2 keren.
De haltes Corroios en Pragal bedienen de gelijknamige stations van Fertagus. Cacilhas is vooral belangrijk om over te stappen van/op de frequente veerdienst van Transtejo naar Lissabon (Cais do Sodré).
| Station / Halte   | Opening             | Lijnen | Lay-out                                   | Coördinaten                   |
| ----------------- | ------------------- | ------ | ----------------------------------------- | ----------------------------- |
| Cacilhas          | 27 november 2008    | 1, 3   | 4 kopsporen met 2 middenperrons           | 38° 41' 15" NB, 9° 8' 51" WL  |
| 25 de Abril       | 27 november 2008    | 1, 3   | 2 sporen met zijperrons                   | 38° 41' 4" NB, 9° 8' 59" WL   |
| Gil Vicente       | 27 november 2008    | 1, 3   | 2 sporen met zijperrons                   | 38° 40' 57" NB, 9° 9' 8" WL   |
| São João Baptista | 27 november 2008    | 1, 3   | 2 sporen met zijperrons                   | 38° 40' 46" NB, 9° 9' 27" WL  |
| Almada            | 27 november 2008    | 1, 3   | 2 sporen met een middenperron             | 38° 40' 36" NB, 9° 9' 51" WL  |
| Bento Gonçalves   | 27 november 2008    | 1, 3   | 2 sporen met een middenperron             | 38° 40' 24" NB, 9° 9' 60" WL  |
| Cova da Piedade   | 1 mei 2007          | 1, 2   | 2 sporen met zijperrons                   | 38° 40' 4" NB, 9° 9' 53" WL   |
| Parque da Paz     | 1 mei 2007          | 1, 2   | 2 sporen met zijperrons                   | 38° 39' 52" NB, 9° 9' 36" WL  |
| António Gedeão    | 1 mei 2007          | 1, 2   | 2 sporen met zijperrons                   | 38° 39' 38" NB, 9° 9' 26" WL  |
| Laranjeiro        | 1 mei 2007          | 1, 2   | 2 sporen met zijperrons                   | 38° 39' 21" NB, 9° 9' 16" WL  |
| Santo Amaro       | 1 mei 2007          | 1, 2   | 2 sporen met zijperrons                   | 38° 38' 55" NB, 9° 9' 11" WL  |
| Casa do Povo      | 1 mei 2007          | 1, 2   | 2 sporen met zijperrons                   | 38° 38' 33" NB, 9° 9' 6" WL   |
| Corroios          | 1 mei 2007          | 1, 2   | 3 sporen met een zij- en een middenperron | 38° 38' 14" NB, 9° 9' 4" WL   |
| Ramalha           | 15 december 2007    | 2, 3   | 2 sporen met zijperrons                   | 38° 40' 8" NB, 9° 10' 13" WL  |
| Pragal            | 15 december 2007    | 2, 3   | 2 sporen met zijperrons                   | 38° 39' 58" NB, 9° 10' 48" WL |
| Boa Esperança     | 15 december 2007    | 3      | 2 sporen met zijperrons                   | 38° 39' 50" NB, 9° 11' 25" WL |
| Fomega            | 15 december 2007    | 3      | 2 sporen met zijperrons                   | 38° 39' 56" NB, 9° 11' 38" WL |
| Monte da Caparica | 15 december 2007    | 3      | 2 sporen met zijperrons                   | 38° 39' 52" NB, 9° 12' 1" WL  |
| Universidade      | 15 december 2007    | 3      | 2 sporen met zijperrons                   | 38° 39' 49" NB, 9° 12' 26" WL |
| Talaminho         | nog niet in gebruik | -      | 2 sporen met zijperrons                   | 38° 38' 3" NB, 9° 8' 35" WL   |

Het net ligt vrijwel geheel op maaiveld niveau. Bij Ramalha is een viaduct om de snelweg A2 over te steken. Bij Cova da Piedae en tussen Pragal en Boa Esperança zijn viaducten vanwege hoogteverschillen in de tracés. De halte Fomega ligt in een uitgraving. Tunnels of bruggen over waterwegen komen in het tot nu toe gerealiseerde net niet voor.

De sporen van de tak naar Cacilhas liggen in de middenberm van de weg. De bebouwing rond dit traject is dicht. Op de beide andere takken liggen de tracés voornamelijk op vrije baan aan de kant van de weg. De bebouwing is deels op wat grotere afstand.

### Galerij - tak naar Cacilhas

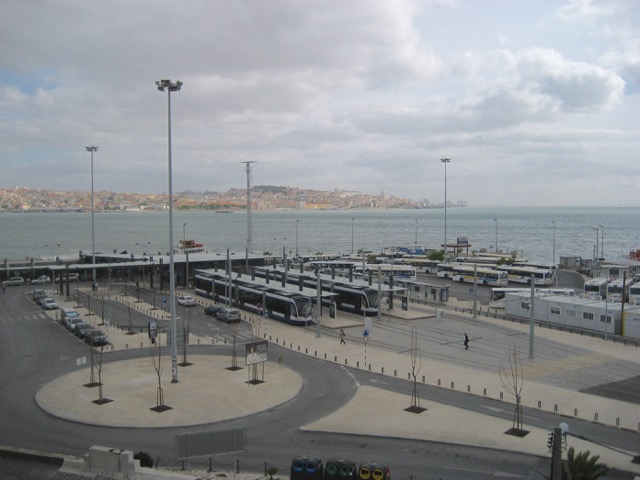
Station Cacilhas met op de achtergrond Lissabon
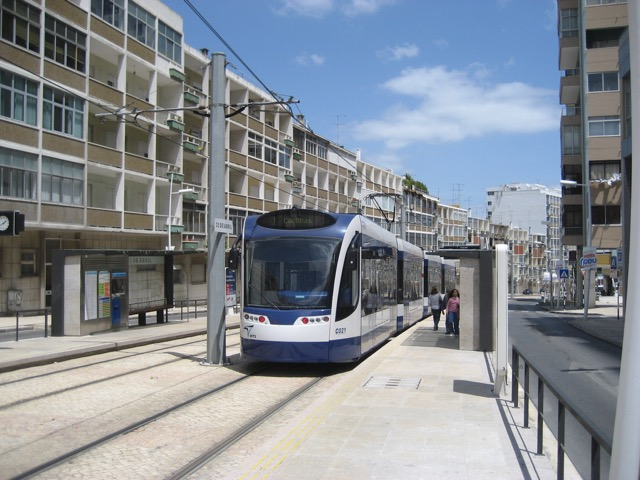
Halte 25 Abril
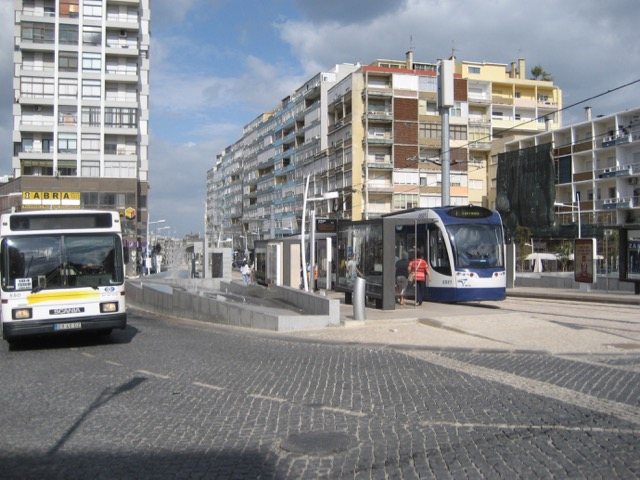
Halte Gil Vicente
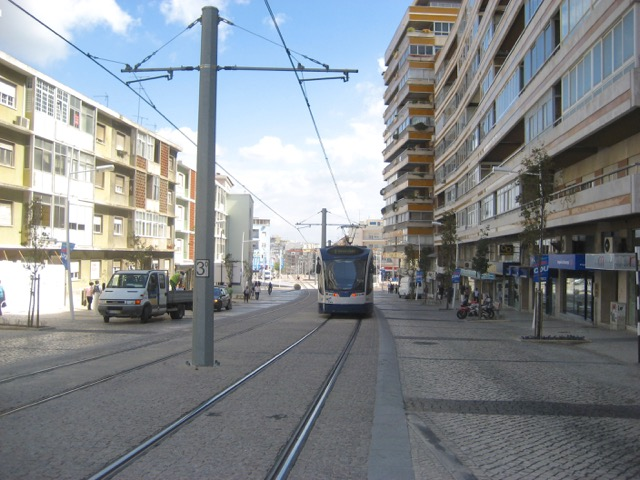
Tussen de haltes São João Baptista en Gil Vicente
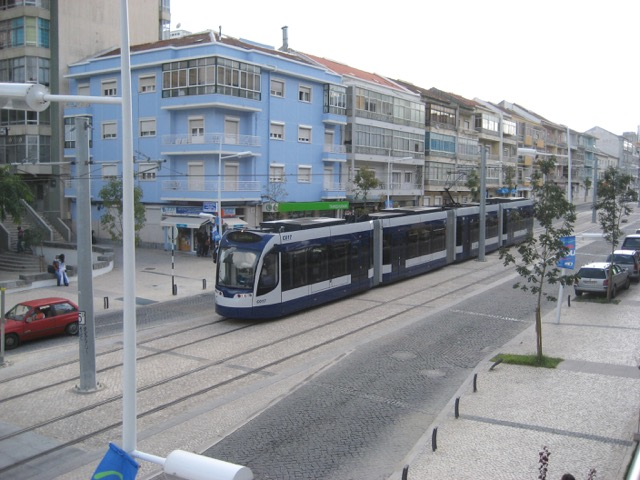
Combino Plus vlak voor de halte São João Baptista
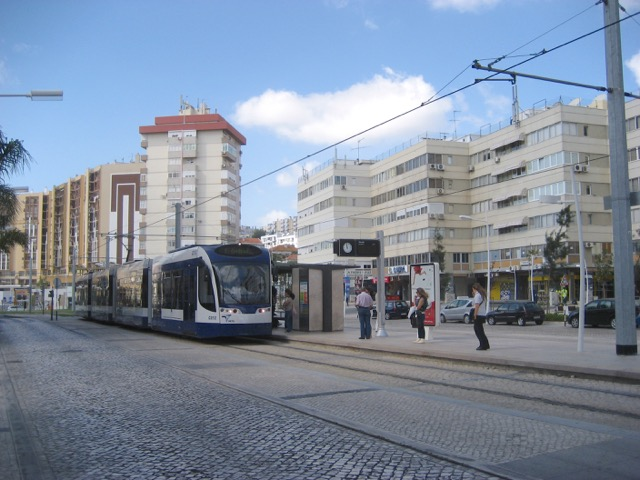
Halte Almada
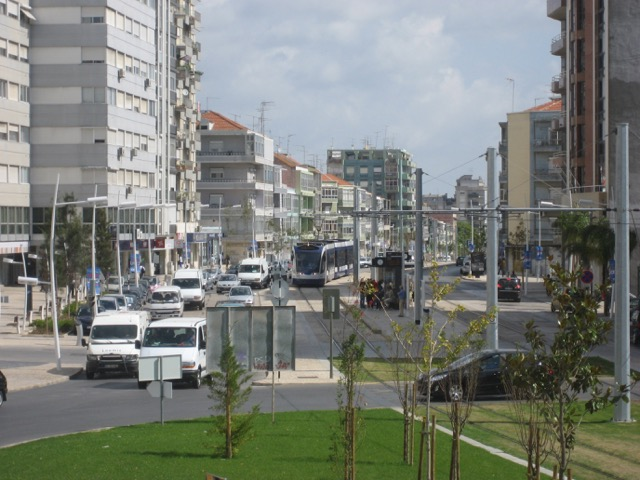
Halte Almada
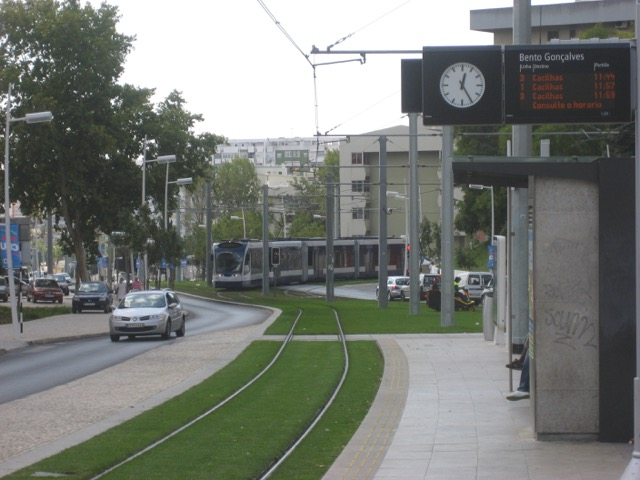
Halte Bento Gonçalves

### Galerij - centrale driehoek Ramalha

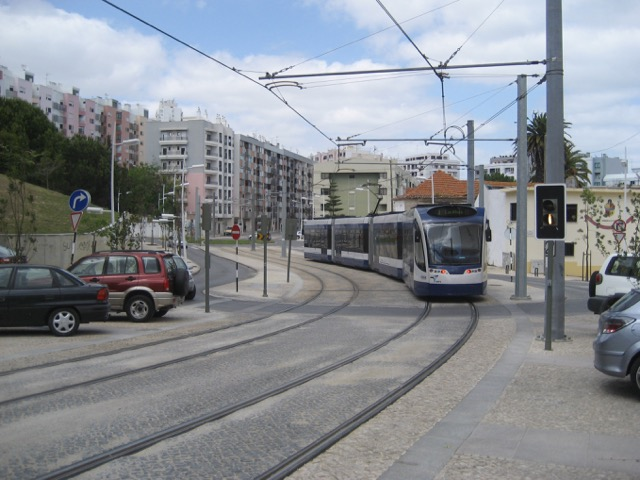
Lijn 3 tussen de haltes Ramalha en Bento Gonçalves
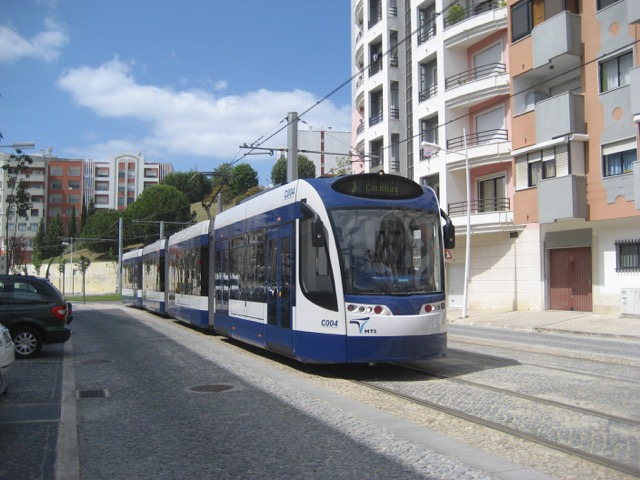
Lijn 3 tussen de haltes Ramalha en Bento Gonçalves
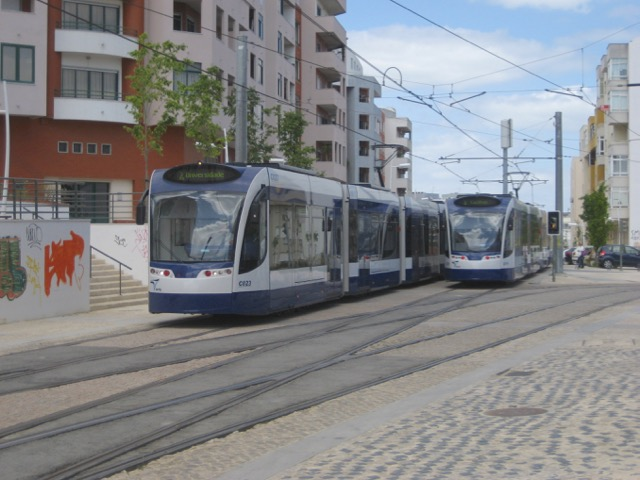
De splitsing van de lijnen 2 en 3 in Ramalha
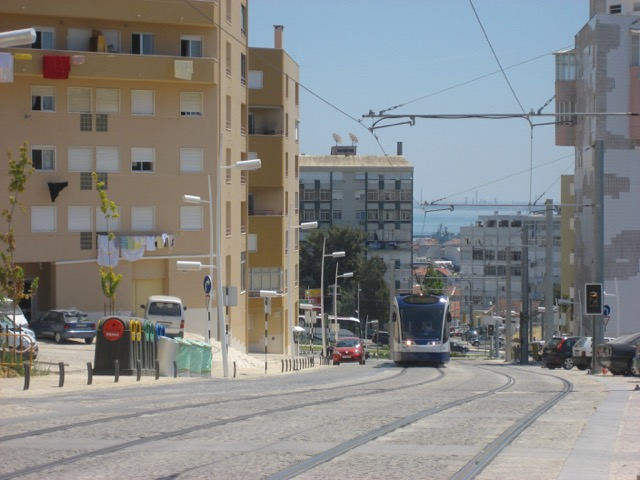
Lijn 2 tussen de haltes Cova da Piedade en Ramalha

### Galerij - tak naar Universidade

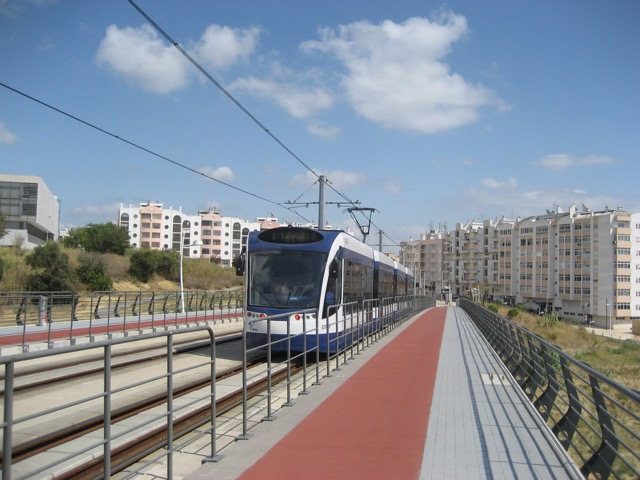
Het viaduct bij Ramalha over de snelweg A2/IP7
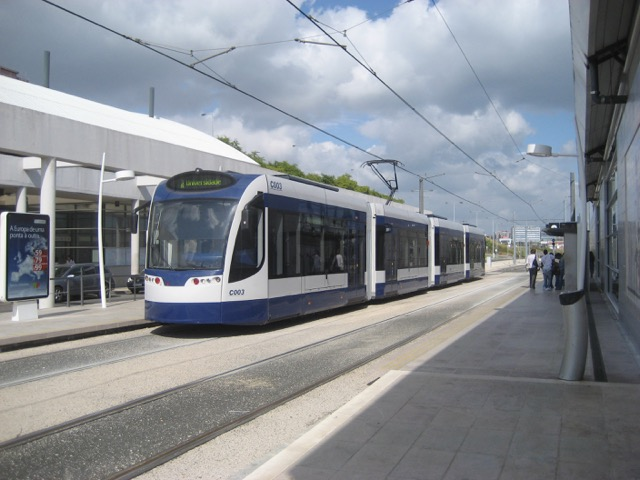
Halte Pragal met rechts een klein stukje van het station van Fertagus
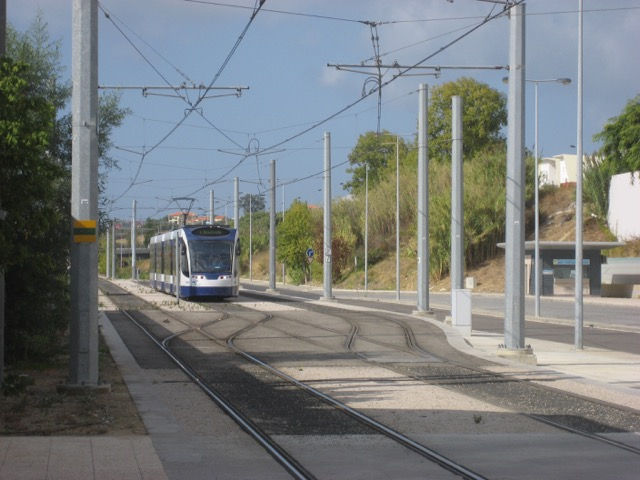
Combino Plus op het keerspoor in Pragal
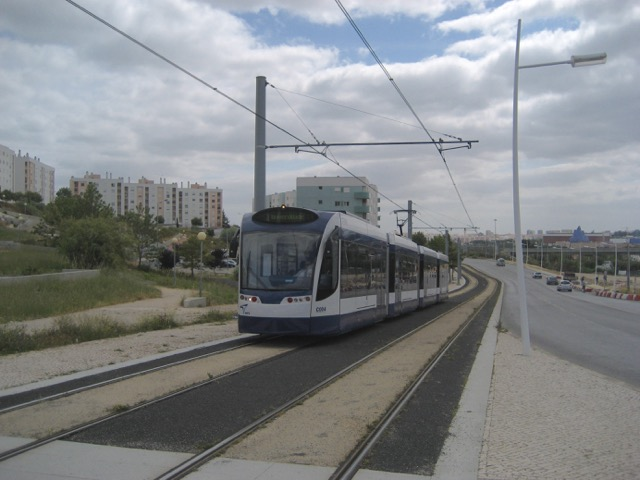
Combino Plus tram vlak voor de halte Boa Esperança
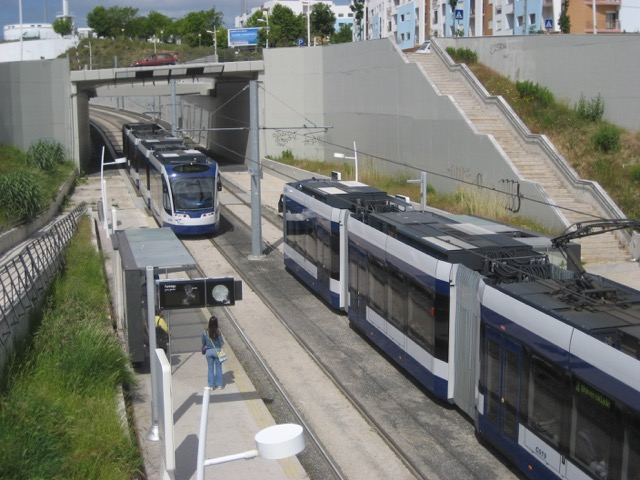
Halte Fomega
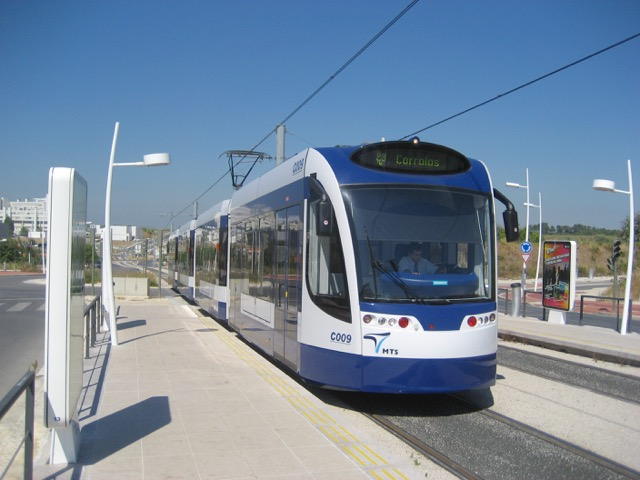
Halte Monte da Caparica
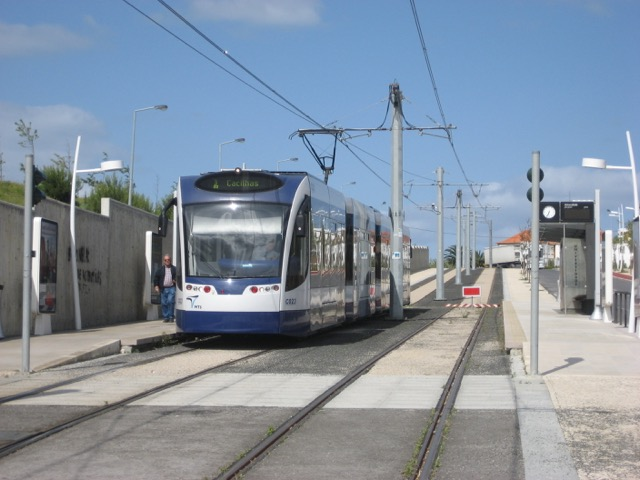
De eindhalte Universidade

### Galerij - tak naar Corroios

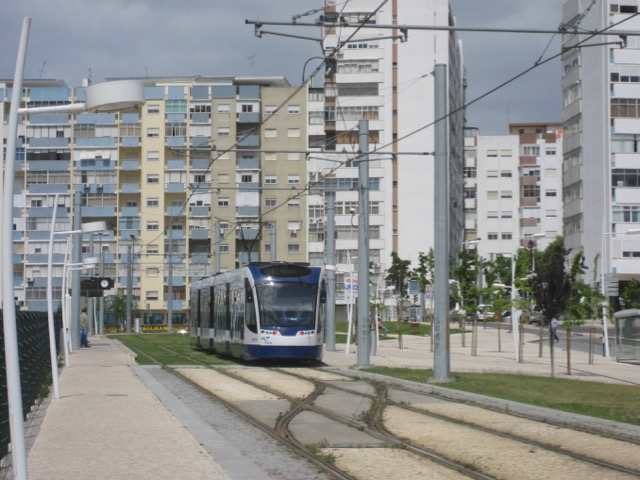
Halte Cova da Piedade
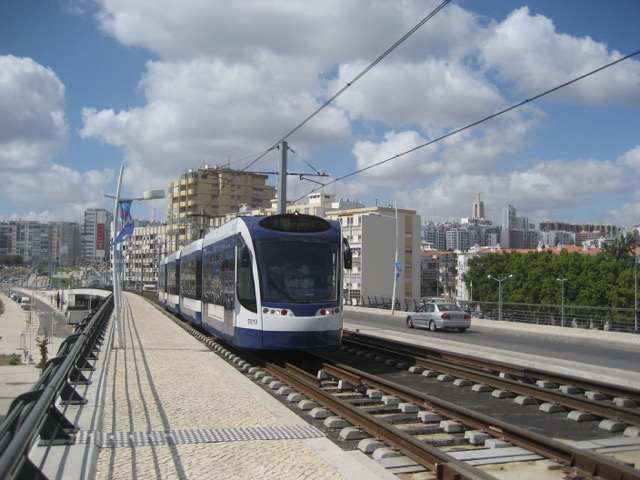
Combino Plus op het viaduct bij Cova da Piedade
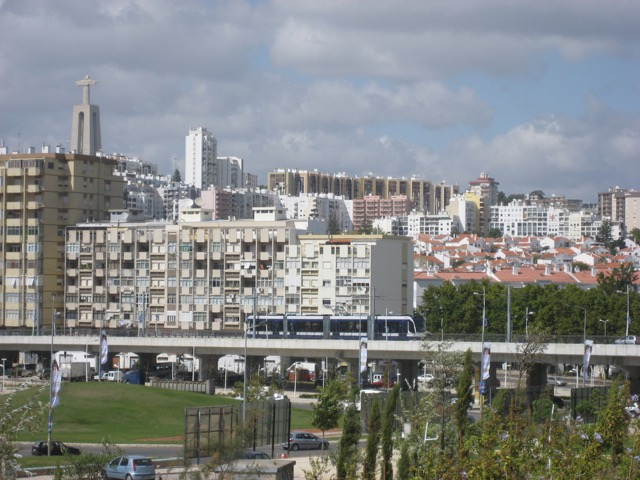
Het viaduct bij Cova da Piedade
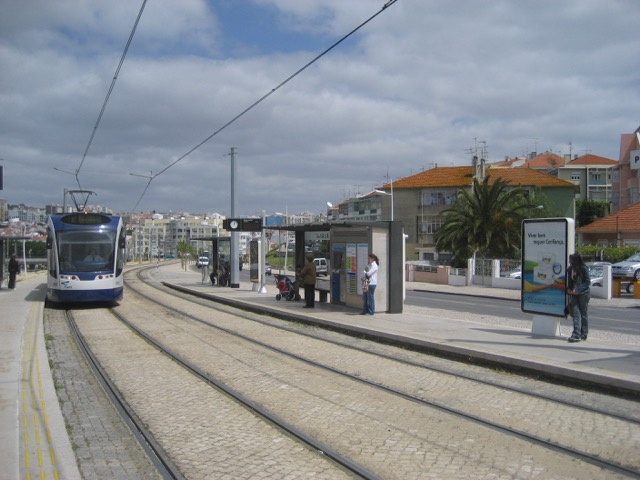
Halte Parque da Paz
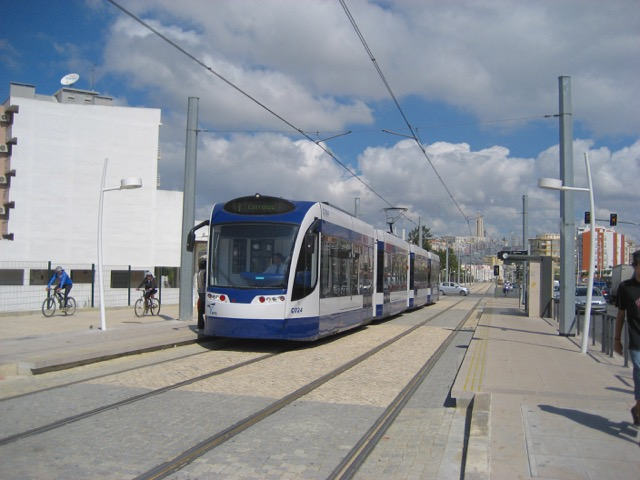
Halte António Gedeão
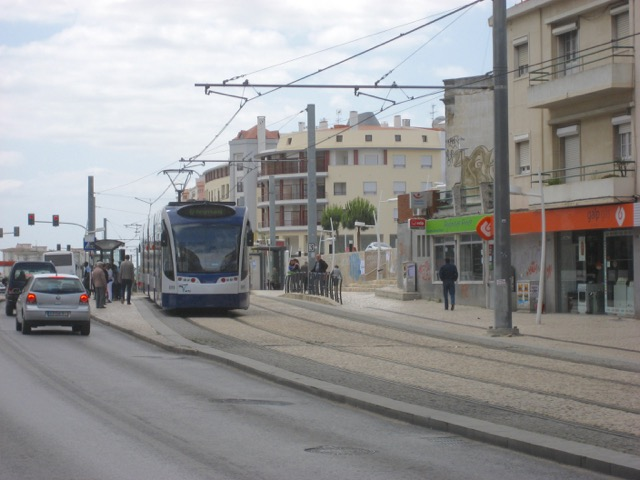
Halte Laranjeiro
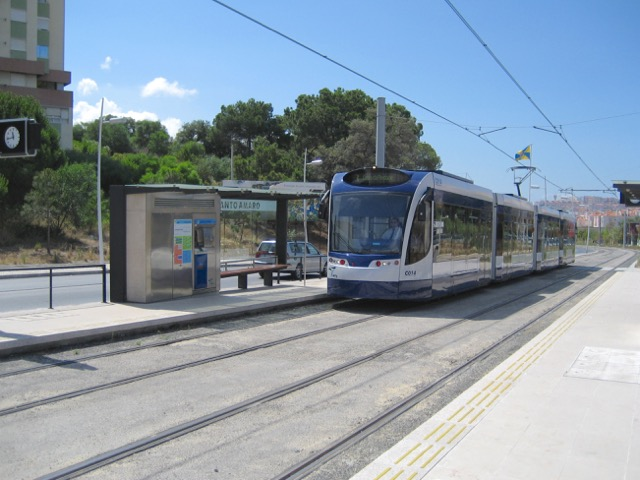
Halte Santo Amaro
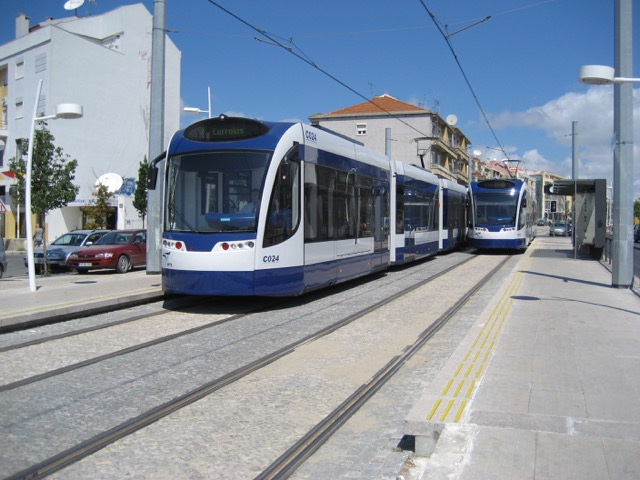
Halte Casa do Povo
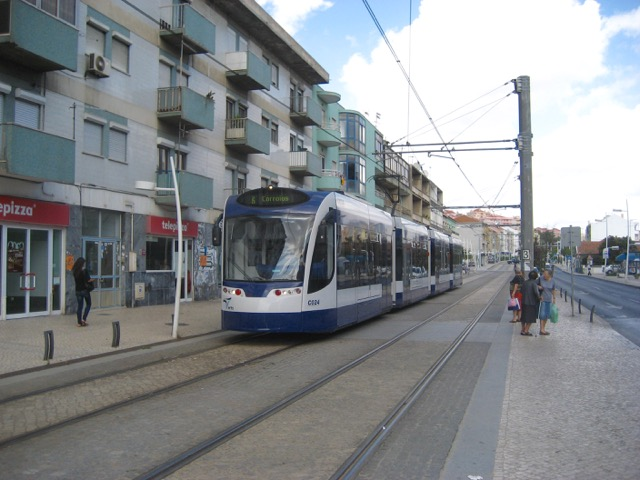
Tussen de haltes Casa do Povo en Corroios
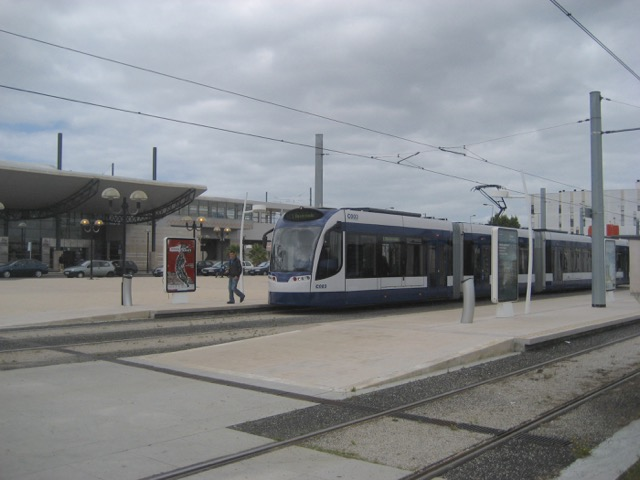
De eindhalte Corroios met links het station van Fertagus
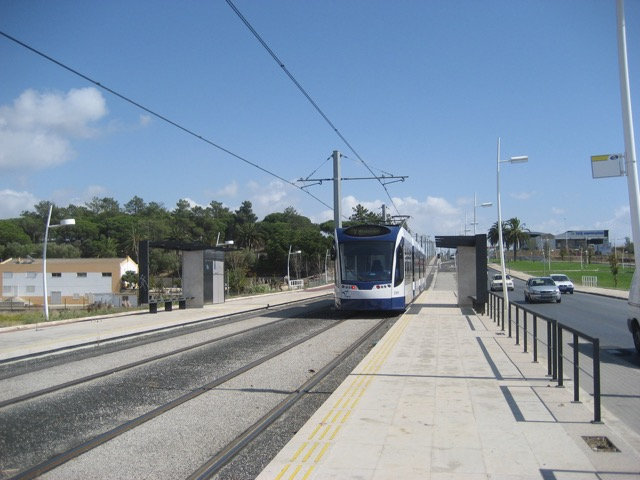
Talaminho tussen Corroios en de remise

## Materieel

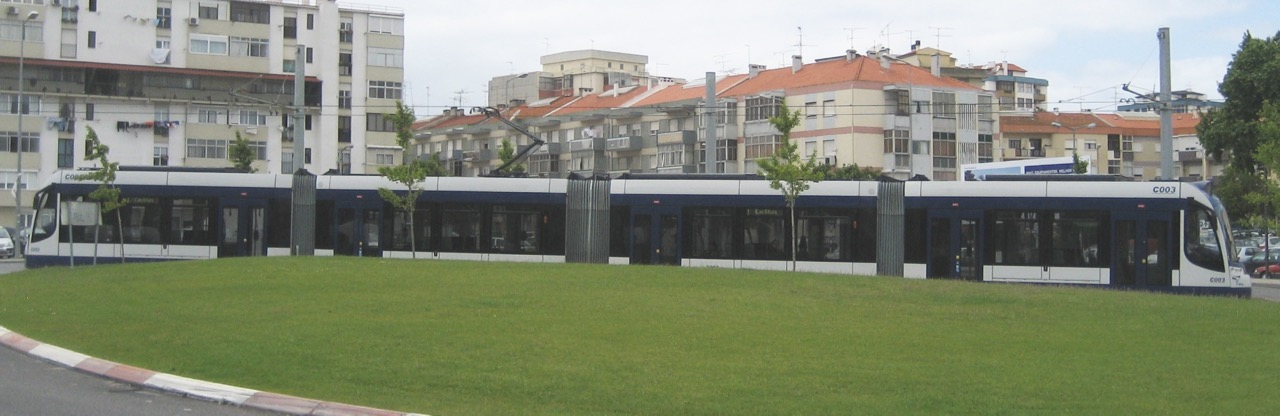
Combino Plustram van de MTS, zijaanzicht

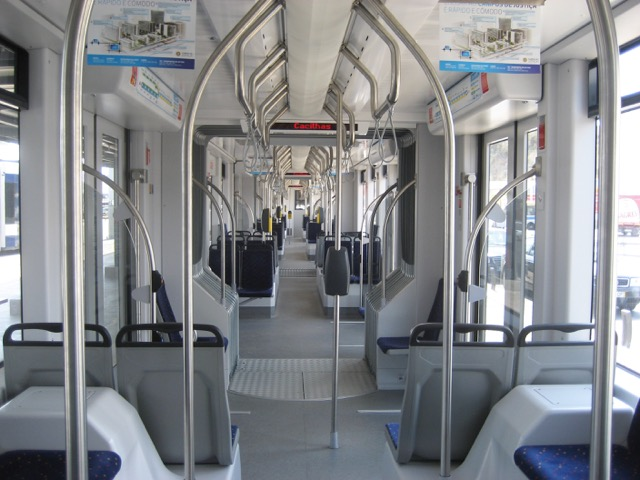
Interieur van een Combino Plus

De MTS heeft 24 Combino-Plus voertuigen geleverd in de periode maart tot en met november 2005 door Siemens. Zij zijn vierdelig, 36,36 m lang en 2,65 m breed en hebben acht assen, twee onder ieder deel. De trams hebben zes motoren van ieder 100 kW en een volledig lage vloer. De totale capaciteit is 232 passagiers, waarvan 74 zitplaatsen. Ondanks de naam is het type niet verwant aan de originele Combino, maar is het de voorloper van de Avenio. De trams dragen de nummers C001 t/m C024.

## Dienstuitvoering
De eerste trams vertrekken dagelijks omstreeks 5:15 u van de beginpunten, de laatste trams vertrekken omstreeks 1:30 u. De MTS kent op ma t/m vr drie spitsperiodes per dag, namelijk van ongeveer 6:30 u tot ongeveer 9:45 u, van ongeveer 12:45 u tot ongeveer 14:45 u en van ongeveer 17:00 u tot ongeveer 20:00 u. De zomerdienst loopt van ongeveer half juli t/m de eerste week van september. De intervallen tussen de trams in minuten staan in de volgende tabel:
| Lijn                                                | 1     | 2   | 3     |
| --------------------------------------------------- | ----- | --- | ----- |
| Winterdienst ma-vr ochtend+avondspits               | 5'    | 10' | 5/10' |
| Winterdienst ma-vr middagspits                      | 5/10' | 10' | 5/10' |
| Zomerdienst ma-vr ochtend+middag+avondspits         | 10'   | 10' | 10'   |
| Ma-vr tussen de spitsen en 's-avonds tot ca. 0:00 u | 15'   | 15' | 15'   |
| Zaterdag ca. 6:00 u tot ca. 0:00 u                  | 15'   | 15' | 15'   |
| Zondag tot ca. 8:00 u                               | 30'   | 30' | 30'   |
| Zondag ca. 8:00 u tot ca. 0:00 u                    | 20'   | 20' | 20'   |
| Dagelijks ca. 0:00 u tot ca. 1:30 u                 | 30'   | 30' | 30'   |

## Toekomst
In de oorspronkelijke plannen zijn vier lijnen voorzien. Afgezien van het tot nu toe gerealiseerde net zou lijn 1 verlengd moeten worden van Corroios naar Fogueteiro en een nieuwe lijn 4 moeten worden aangelegd: Fogueteiro - Seixal - Barreiro. Niet in de oorspronkelijke plannen, maar wel later voorgesteld is een verlenging van lijn 3 van Universidade naar Costa da Caparica. Tegenvallende vervoerscijfers en de economische crisis hebben ervoor gezorgd dat van deze plannen al jaren niets is vernomen. Of, en zo ja wanneer uitbreidingen van het net worden gerealiseerd is dan ook onbekend.